# British American Football League
La British American Football League (BAFL) (Liga Británica de Fútbol Americano en español) fue la competición más importante de fútbol americano en el Reino Unido de Gran Bretaña e Irlanda del Norte hasta 2010. El nombre de esta liga es una marca comercial de la empresa Gridiron Football League Ltd. El 1 de abril de 2010, la empresa entró en un concurso de acreedores y la liga dejó de celebrarse.
La Federación Británica de Fútbol Americano (British American Football Association (BAFA) en idioma inglés), que es el organismo responsable de este deporte en el Reino Unido, organiza desde la temporada 2010 una nueva liga, denominada Ligas Comunitarias de la BAFA (BAFA Community Leagues (BAFACL) en inglés). 

## Composición
La liga consta de 3 divisiones, Premier, BAFL1 y BAFL2. En cada una de ellas se disputa una liga regular, seguida de unos play-offs y una final que deciden el campeón de cada división.

### Premier
Los cuatro primeros clasificados de la temporada regular disputan las semifinales que deciden los equipos que pasan a la final. El partido final de la Premier se denomina BritBowl, y su ganador se lleva el Boston Trophy y se proclama campeón de liga. El último clasificado de la Premier desciende a BAFL1.

### BAFL1
La BAFL se compone de dos conferencias, la Norte y la Sur. El equipo campeón de la BAFL1 asciende a la Premier, mientras que el último equipo de cada conferencia desciende a la BAFL2.

### BAFL2
La BAFL2 se organiza cada temporada en función de las solicitudes de participación que se presenten. Los dos equipos que disputan la final ascienden a la BAFL1.

## Historia
La liga se denominó British Senior League (BSL) hasta 2005.

## BritBowl
| Edición | Año  | Campeón                | Subcampeón             | Resultado |
| ------- | ---- | ---------------------- | ---------------------- | --------- |
| XXIII   | 2009 | London Blitz           | Coventry Jets          | 26-7      |
| XXII    | 2008 | Coventry Jets          | London Blitz           | 33-32     |
| XXI     | 2007 | London Blitz           | Coventry Jets          | 14-6      |
| XX      | 2006 | London Olympians       | London Blitz           | 45-30     |
| XIX     | 2005 | London Olympians       | Farnham Knights        | 21-19     |
| XVIII   | 2004 | Farnham Knights        | London Olympians       | 28-14     |
| XVII    | 2003 | London Olympians       | East Kilbride Pirates  | 35-7      |
| XVI     | 2002 | London Olympians       | Farnham Knights        | 42-15     |
| XV      | 2001 | London Olympians       | East Kilbride Pirates  | 37-20     |
| XIV     | 2000 | London Olympians       | Birmingham Bulls       | 34-26     |
| XIII    | 1999 | London Olympians       | Birmingham Bulls       | 9-6       |
| XII     | 1998 | London Olympians       | Sussex Thunder         | 20-0      |
| XI      | 1997 | Redbridge Fire         | Nottingham Caesars     | 26-7      |
| X       | 1996 | Leicester Panthers     | Milton Keynes Pioneers | 10-6      |
| IX      | 1995 | Birmingham Bulls       | London Olympians       | 34-30     |
| VIII    | 1994 | London Olympians       | Birmingham Bulls       | 24-23     |
| VII     | 1993 | Bournemouth Buccaneers | Bedford Bombardiers    | 42-34     |
| VI      | 1992 | Clydesdale Colts       | Farnham Knights        | 30-26     |
| V       | 1991 | London Capitals        | Clydesdale Colts       | 52-7      |
| IV      | 1990 | Ipswich Cardinals      | Clydesdale Colts       | 34-22     |
| III     | 1989 | Norwich Devils         | Ipswich Cardinals      | 18-9      |
| II      | 1988 | Woking Generals        | Mersey Centurions      | 20-14     |
| I       | 1987 | Mersey Centurions      | Leicester Huntsmen     | 20-16     |